# Municipio de Chalchicomula de Sesma
El Municipio de Chalchicomula de Sesma es uno de los 217 municipios que integran al estado de Puebla, México. Se localiza en el oriente de esa entidad federativa, limita con el estado de Veracruz. Su cabecera municipal es Ciudad Serdán antes conocida como San Andrés Chalchicomula.

## Geografía
Chalchicomula de Sesma limita al norte con el municipio de Aljojuca y con el municipio de Tlachichuca, al sur con el municipio de Atzitzintla, el municipio de Esperanza y el municipio de Palmar de Bravo, al oeste con el municipio de  San Juan Atenco y con el municipio de Quecholac; al este limita con el municipio de La Perla del estado de Veracruz. Tiene una superficie de 364.85 kilómetros cuadrados, que lo ubican en la posición 19 entre los municipios poblanos y representan el 1,19% de la superficie de Puebla.

### Orografía e hidrografía
El municipio se localiza en las estribaciones del Citlaltépetl o Pico de Orizaba, la montaña más alta de México. La cabecera municipal y centro regional es Ciudad Serdán, que se encuentra a una altitud de 2520 metros sobre el nivel del mar (m s. n. m.), a 14 kilómetros en línea recta de la cima del volcán Sierra Negra, sede del Gran Telescopio Milimétrico y a 19.5 kilómetros del Citlaltépetl.
Asociados a esta enorme montaña nombrada también como Volcán de San Andrés, cuya cima permanece nevada todo el año, se encuentran otras elevaciones que completan el relieve de Chalchicomula de Sesma, entre ellos, el volcán Sierra Negra (4580 m s. n. m.), el cerro Chipes (3420 m s. n. m.) y el cerro Horno de Cal (2900 m s. n. m.). A pesar de la presencia de estos picos, el 64% del territorio sanandreseño corresponde a la llanura conocida como Llanos de San Andrés.
Los suelos de la región son dominados por la presencia de conos y productos volcánicos, debidos a la antigua actividad geológica del Citlaltépetl, que emergió durante el período terciario. Las corrientes de agua en esta zona se originan en los deshielos de los cada vez más disminuidos glaciares del Citlaltépetl, del que bajan para ser absorbidos por la superficie de la llanura de San Andrés o valle de Serdán.

### Clima y ecosistemas
El clima predominante es templado y frío, humedad menor de 600 mm en promedio anual. Un treinta y ocho por ciento posee un clima semiseco templado.

## Demografía
| Evolución demográfica del municipio de Chalchicomula de Sesma |        |        |        |       |
| 1995                                                          | 2000   | 2005   | 2010   | 2020  |
| 37 089                                                        | 41 952 | 40 871 | 43 882 | 47410 |

### Localidades
El municipio de Chalchicomula de Sesma tiene un total de 65 localidades, las principales y su población en 2005 son las que a continuación se enlistan:
| Localidad                         | Población |
| Total Municipio                   | 40,871    |
| Ciudad Serdán                     | 23 824    |
| San Francisco Cuautlancingo       | 2 703     |
| San Miguel Ocotenco               | 1 788     |
| San Juan Arcos Ojo de Agua        | 1 556     |
| Ahuatepec del Camino              | 1 387     |
| San Pedro Temamatla               | 1 252     |
| Santa María Techachalco           | 1 215     |
| El Veladero (Santa Cruz Veladero) | 1 186     |

## Política
El gobierno del municipio le corresponde al ayuntamiento que está formado por el presidente municipal, un síndico y el cabildo integrado por ocho regidores, seis electos por mayoría y dos por representación proporcional, todos son electos mediante elección directa, universal y secreta para un periodo de tres años que no renovables para el periodo subsiguiente pero si de forma alternada y entran a ejercer su cargo el día 15 de febrero del año siguiente a su elección.

### Subdivisión administrativa
El municipio se divide en tres juntas auxiliares que son San Francisco Cuautlancingo, Santa María Techachalco y Colonia La Gloria, las juntas auxiliares están integradas por el presidente municipal auxiliar y cuatro miembros propietarios y sus respectivos suplentes, son electos mediante un plebiscito popular el último domingo del mes de marzo del año correspondiente a la elección y asumen su cargo el 15 de abril siguiente.

### Representación legislativa
Para la elección de diputados locales representantes de la población en el Congreso de Puebla y diputados federales integrantes de la Cámara de Diputados de México, el municipio de Chalchicomula de Sesma se encuentra integrado en los siguientes distritos electorales:
Local:
- XIX Distrito Electoral Local de Puebla con cabecera en Ciudad Serdán.[7]

Federal:
- Distrito electoral federal 8 de Puebla con cabecera en Ciudad Serdán.[8]

### Presidentes municipales
- ([[]] - 1956): David Rendón Parra
- (1999 - 2002): Alejandro Arias Jiménez
- (2002 - 2005): Ricardo Ramón Juárez Luna
- (2005 - 2008): José Antonio Zacaula Martínez
- (2008 - 2011): Juan Manuel Jiménez García y Ernesto Valerio como Presidente interino
- (2011 - 2014): Raúl Zárate Mata
- (2014 - 2018): Juan Navarro Rodríguez
- (2018 - 2021): Carlos Augusto Tentle Vázquez
- (2021 - 2024): Uruviel González Vieyra
- (2024 - 2027): Uruviel González Vieyra